# Interozeptive Konditionierung
Die interozeptive Konditionierung ist eine spezielle Form der klassischen Konditionierung (Reflexlernen), bei der einer oder beide eingesetzten Stimuli [der Bedingte Reiz (CS) oder der Unbedingte Reiz (UCS)] körperinnere Wahrnehmung betreffen. Razan (1961) unterscheidet vier verschiedene Formen der interozeptiven Konditionierung danach, ob die Sinnesreize (Stimuli) intern oder extern wirksam werden:
| Legende          |                        |           | |
| Deutsch          | Englisch               | Abkürzung | Erklärung |
| Unbedingter Reiz | Unconditioned Stimulus | UCS (US)  | Reiz, der ohne vorangegangenes Lernen eine Reaktion auslöst.                                                                     |
| Bedingter Reiz   | Conditioned Stimulus   | CS        | Ursprünglich neutraler Reiz, der aufgrund einer mehrmaligen Kopplung mit einem UCS eine erlernte oder bedingte Reaktion bewirkt. |

- Extero-exterozeptive Konditionierung: In der üblichen Vorgehensweise der klassischen Konditionierung wird ein externer CS (Licht) und ein externer UCS (Fleischpulver) eingesetzt, um Speichelreaktion auszulösen.
- Intero-exterozeptive Konditionierung: Ein Gummiballon im Magen des Hundes wird mit kaltem Wasser gefüllt (CS), jedes Mal bevor der Hund Futter erhielt (UCS). Nach der Konditionierung reagiert der Hund mit Speichelabsonderung, sobald der Ballon mit Wasser gefüllt wird.
- Extero-interozeptive Konditionierung: Mehrere Patienten mussten einen Zeiger beobachten (CS), während ein Ballon in der Harnblase aufgeblasen wurde (UCS), wodurch sie einen Harndrang verspürten. Nach der Konditionierung verspürten sie einen Harndrang alleine, wenn sie sahen, wie der Zeiger bewegt wurde.
- Intero-interozeptive Konditionierung: Ein Gummiballon im Magen des Hundes wird mit Luft gefüllt (CS), danach eine Mischung von Kohlendioxid und Luft durch einen Schlauch in die Luftröhre eingeführt (UCS). Nach der Konditionierung zeigt der Hund eine Abwehrreaktion der Atmung allein ausgelöst durch die Magenausdehnung.

Durch interozeptive Exposition, also die Präsentation des interozeptiven CS ohne den UCS, kann versucht werden, eine interozeptive Konditionierung zu löschen. Die interozeptive Exposition wird bei der Behandlung von Panikstörungen und Hypochondrie eingesetzt. Bei der Behandlung von Panikstörungen wird versucht, den CS durch bewusste schnelle Atmung oder Treppen hinaufrennen zu erzeugen (Panikprovokationstraining).